# 에우티케스
에우티케스(Εὐτυχής 에브티키스[*], Eutyches,  380년경 - 456년경)는 콘스탄티노폴리스의 대수도사제다. 그는 그리스도를 신성과 인성의 혼합으로 보았다.

## 생활
그는 콘스탄티노폴리스 성 밖에서 존경받는 대수도사제로서 300명의 수도사를 다스렸으며, 테오도시우스 2세의 궁정에서 가장 영향력 있는 내시인 크리사피우스(Chrysaphius)의 대부였다.

## 논란

그리스도의 본성에 관한 에브티키스의 단성론

그는 예수 그리스도는 인간과 신적인 요소들( divine elements)의 혼합된 존재라고 보았는데, 451년 칼케돈 공의회에서 이단으로 단죄됐다.
논란의 시작은 381년 콘스탄티노폴리스 공의회 이후에 그리스도의 신성에 대한 이견은 라오디케이아의 아폴리나리스(Apollinaris Laodicea)에 의해 나타났다. 콘스탄티노폴리스 총 주교가 되게 된 안티오키아 학파의 네스토리우스(Nestorius)와 알렉산드리아의 키릴로스에 의해서 그리스도의 신성과 인성에 대하여 또다시 논쟁이 재현되었다. 이러한 논쟁은 마리아의 호칭으로 불거졌는데 네스토리우스는 마리아를 '하느님의 어머니라고 불려서는 안 되고 그리스도의 어머니라고 불려야 한다고 선언했기 때문이다. 이 사건은 마리아에 대한 호칭 문제가 아니라 예수의 신성에 대한 문제였다. 네스토리우스는 그리스도가 마리아로부터 태어났지만 인간적인 본성과 인격만가지고 탄생하셨으며 신적 본성과 인격은 마리아로부터 오지 않았다고 주장하였다. 네스토리우스는 그리스도 안에 두 본성과 두 인격을 지녔다고 주장하여 그리스도의 신성을 강조하는 알렉산드리아 학파와 갈등을 빚어 교회가 혼란에 휩싸이자 431년 황제 테오도시우스 2세는 에베소에서 공의회를 열었다. 여기서 네스토리우스는 이단으로 단죄되었고 후에 페트라(Petra)라는 돌산으로 된 시에서 여생을 보내야 했다.
그리스도의 이성에 대한 논쟁은 또 다시 알렉산드리아 학파와 안티오키아 학파 사이에 일어났다. 콘스탄티노폴리스의 에브티키스가 그리스도는 성부와 동일본질이나 인간과는 동일본질이 아니라고 주장하는 바람에 예수 그리스도에 대한 신성과 인성에 대하여 논란에 불을 붙였다. 451년 칼케돈 공의회에서 에브티키스는 이단으로 단죄되었고 그리스도는 참 하느님이요 참 사람이 정립되었다.

## 같이 보기
- 네스토리우스
- 라오디케이아의 아폴리나리스

## 참고 문헌
- G. A. Bevan and P. T. R. Gray, "The Trial of Eutyches: A New Interpretation", Byzantinische Zeitschrift 101 (2009), 617-57.
- Adolf Harnack, History of Dogma, iv. passim
- F. Loofs, Dogmnegeschichte (4th ed., 1906), 297 ff.
- Meyendorff, John (1983). 《Byzantine Theology: Historical Trends and Doctrinal Themes》 revis 2판. New York: Fordham University Press.
- Meyendorff, John (1989). 《Imperial unity and Christian divisions: The Church 450-680 A.D.》. The Church in history 2. Crestwood, NY: St. Vladimir's Seminary Press.
- Ostrogorsky, George (1956). 《History of the Byzantine State》. Oxford: Basil Blackwell.
- R. L. Ottley, The Doctrine of the Incarnation, ii. 97 ff.
- article in Herzog-Hauck, Realencyk. für prot. Theol., with a full bibliography.
- 본 문서에는 현재 퍼블릭 도메인에 속한 브리태니커 백과사전 제11판의 내용을 기초로 작성된 내용이 포함되어 있습니다.